# Baorisa philippina
Baorisa philippina är en fjärilsart som beskrevs av Behounek, Speidel och Thöny. Baorisa philippina ingår i släktet Baorisa och familjen nattflyn. Inga underarter finns listade i Catalogue of Life.